# Geschichte der Brennstoffzellen
Die Geschichte der Brennstoffzellen beschreibt die Entdeckung, Erforschung und Entwicklung der verschiedenen Brennstoffzellen und entsprechender Systeme von der Entdeckung des Funktionsprinzips durch Schönbein und Grove in den Jahren 1838 und 1839 bis hin zu modernen technischen Anwendungen wie dem Brennstoffzellenfahrzeug.

## Vorgeschichte
Im Jahr 1800 schickte Alessandro Volta einen Brief mit einem Bericht über seine Voltasche Säule nach London. Diese erste moderne Batterie war daraufhin der Ausgangspunkt einer lebhaften Forschungstätigkeit, die zu verbesserten Batterien führte, aber auch zur Entdeckung der Elektrolyse. Schon 1800 entdeckten William Cruickshank, William Nicholson und Anthony Carlisle die Wasserelektrolyse, die Zerlegung von Wasser in Wasserstoff und Sauerstoff.

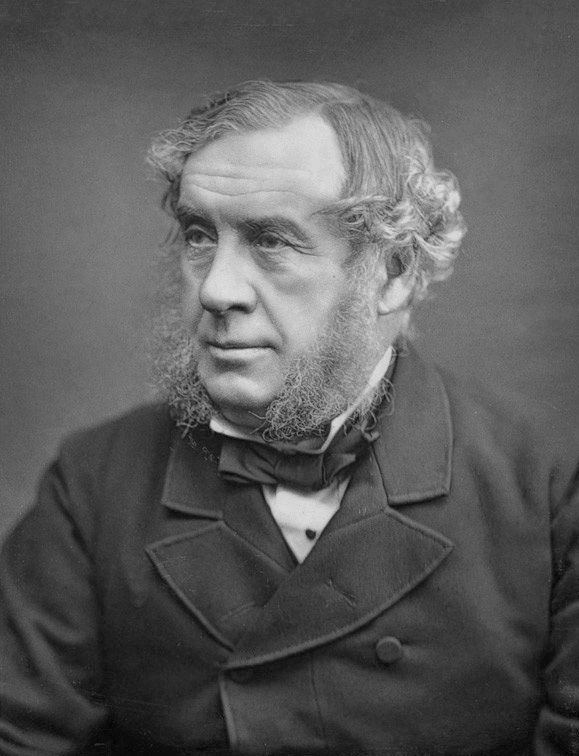
Sir William Robert Grove

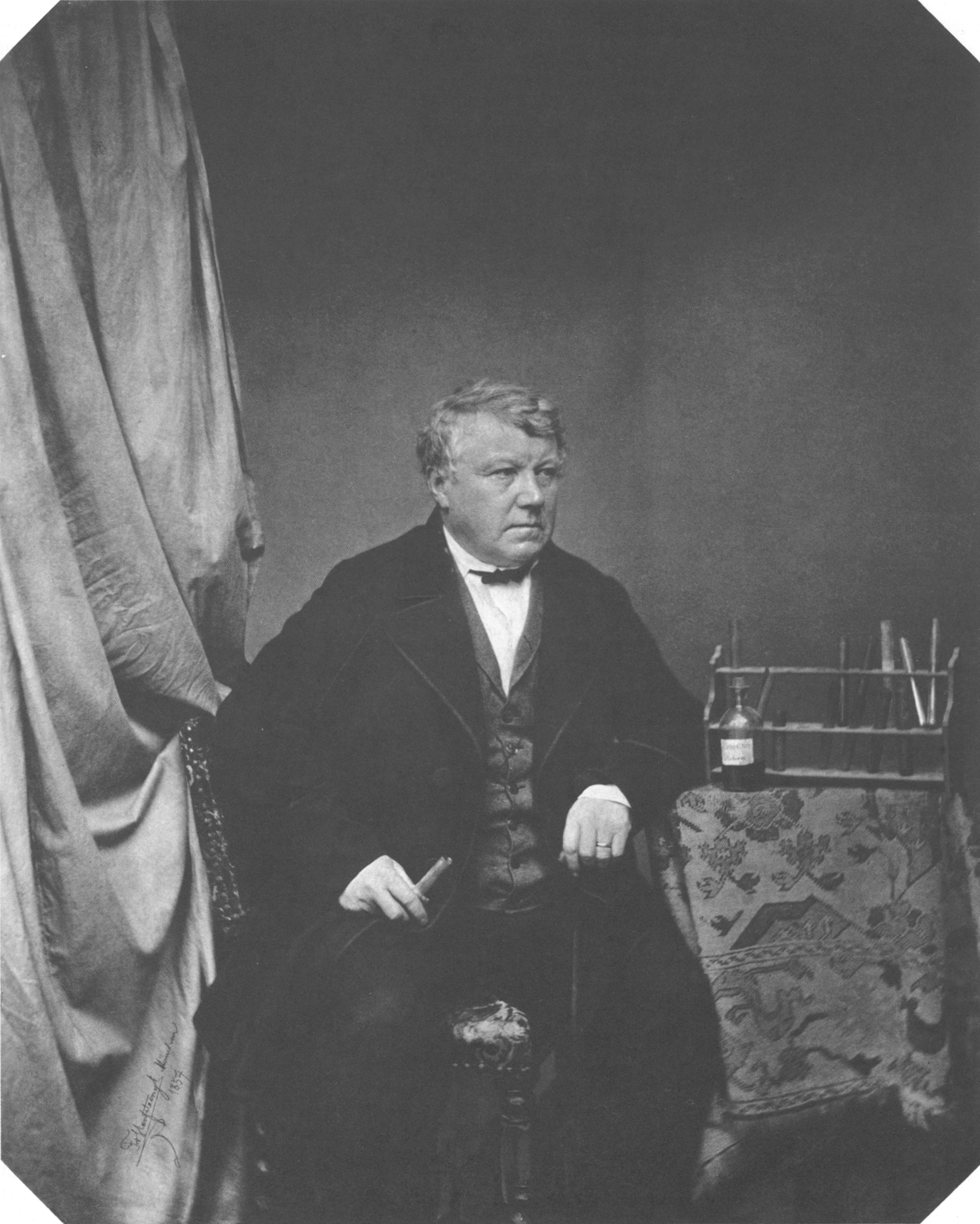
Christian Friedrich Schönbein, 1857

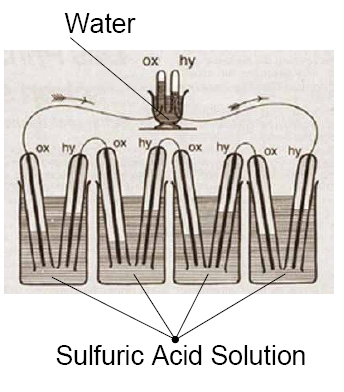
Eine Reihenschaltung von vier Brennstoffzellen nach Grove; die so erhaltene Spannung ist groß genug, um damit in einer weiteren Zelle Wasser zu elektrolysieren.

William Robert Grove beschäftigte sich 1838 intensiv mit der Optimierung herkömmlicher Batterien. Dabei entdeckte er auch eine Zelle mit amalgamierter Zinkelektrode einerseits und einer Platinelektrode in Salpetersäure andererseits, die eine Spannung von fast 2 V lieferte und daher zeitgenössischen Zellen überlegen war. Durch seine späteren Arbeiten gilt er im Allgemeinen als Erfinder der Brennstoffzelle.

## 1838 bis 1843: Entdeckung der „Gasbatterie“
Als Erster trug jedoch Christian Friedrich Schönbein zur Entdeckung bei und beschrieb das erste Experiment, bei dem eine Spannung zwischen zwei Elektroden in wässriger Lösung festgestellt wurde, die mit Wasserstoff und Sauerstoff benetzt waren. Im Dezember 1838 beschrieb er in seiner Veröffentlichung, dass Platinelektroden in Schwefelsäure entgegengesetzt aufgeladen werden, je nachdem, ob Wasserstoff oder Sauerstoff (oder Chlor) anwesend sind. Damit hatte er das Prinzip der Brennstoffzelle gefunden.
Daraufhin baute auch William Robert Grove eine entsprechende Spannungsquelle. Wie er im Januar 1839 berichtet, konnte er Wasserstoff und Sauerstoff an Elektroden aus Platindrähten umsetzen und so durch Umkehrung der Wasserelektrolyse eine elektrische Spannung erhalten. Danach verband er solche Zellen zu einer Batterie, die er „Gasbatterie“ nannte – der Begriff Brennstoffzelle existierte damals noch nicht. 1842/1843 stellte er verbesserte Zellen vor, die platinierte Platinfolienstreifen enthielten und durch die vergrößerte und katalytisch aktive Oberfläche stärker waren als solche mit glatten Elektroden.

## 1874 bis 1950: Patente und Laborforschung zur „Brennstoffzelle“
1874 bestätigte Grove die Beobachtung Schönbeins, dass die „Gasbatterie“ nicht nur mit Wasserstoff und Sauerstoff funktioniert. Er berichtete, dass die Kombination Wasserstoff-Chlor eine sehr starke Brennstoffzelle ergab. Statt Wasserstoff konnte er auch mit Ethen einen schwachen Effekt erhalten.
1889 entwickelten die Chemiker Carl (Charles) Langer und Ludwig Mond eine verbesserte Konstruktion. Sie verwendeten als Brenngas ein aus Kohle, Luft und Wasser hergestelltes wasserstoffhaltiges Gemisch, das Mondgas, und prägten auch den Begriff „Brennstoffzelle“.
Der Physikochemiker Wilhelm Ostwald berichtete 1894, dass Brennstoffzellen im Gegensatz zu Verbrennungsmotoren nicht dem beschränkten Wirkungsgrad von Wärmekraftmaschinen unterliegen. Er sah die Elektrochemie daher als den Weg zu effizienten Energieumwandlung. Ostwald hatte auch ausdrücklich Kohle als Brennstoff vorgeschlagen, woraufhin Forscher und Erfinder versuchten, das Konzept umzusetzen. So meldete der US-amerikanische Erfinder William W. Jacques 1896 eine Kohlenstoff-Brennstoffzelle zum Patent an. Sie brachte aber nicht den erhofften Erfolg: Der vom Erfinder angegebene Wirkungsgrad von 82 % soll nach Berechnungen seiner Kritiker nur 8 % betragen haben.
Der Botanikprofessor Michael Cressé Potter veröffentlichte 1911 Messungen elektrischer Spannungen zwischen Platinelektroden, die in Glucoselösungen mit Hefe- oder Bakterienkulturen tauchten. Damit war er ein Pionier der Forschung an mikrobiellen Brennstoffzellen.
Für eine verbesserte Umsetzung von Wasserstoff beschrieb Alfred Schmid (1899–1968) 1923 und 1924 in wenig beachteten Arbeiten eine Gasdiffusionselektrode mit großer innerer Oberfläche, die sehr starke Ströme lieferte.
Walther Nernst hatte im Jahr 1897 ein Patent auf die Nernstlampe erhalten. 1900 wurde diese auf den Markt gebracht, wodurch die Eignung fester Elektrolyte für technische Anwendungen gezeigt war. Darauf aufbauend konstruierten und testeten Emil Baur, William Treadwell (Patente 1919 bzw. 1920) und Hans Preis erste Brennstoffzellen mit Festelektrolyt, die bei Temperaturen bis zu 1000 °C zu betreiben waren. O. K. Davtyan entwickelte in den 1940er Jahren in Moskau Festelektrolyte und entsprechende Zellen weiter. Er veröffentlichte 1947 das erste Buch über Brennstoffzellen.
Der englische Ingenieur Francis Bacon (1904–1992) arbeitete seit dem Ende der 1930er Jahre an Wasserstoff-Sauerstoff-Brennstoffzellen mit alkalischem Elektrolyten. Ab 1940 arbeitete er im King’s College in Cambridge. Er entwickelte die ersten praktisch verwendbaren Systeme, für die er eine Anwendung in Unterseebooten vorschlug. Er erhielt auch entsprechende Unterstützung von staatlichen Stellen.

## Ab etwa 1950: Industrieforschung und Entwicklung zur Anwendungsreife
1959, nachdem er über zwei Jahrzehnte hinweg Entwicklungsarbeit geleistet hatte, stellte Francis Bacon ein System mit einer Leistung von bis zu 5 kW vor. Er konnte damit zeigen, dass eine Kombination aus Drucktanks und Brennstoffzellen einer Batterie überlegen war, wenn über längere Zeit eine beträchtliche elektrische Leistung erbracht werden musste. Im selben Jahr wurde auch das erste Brennstoffzellenfahrzeug, der Allis-Chalmers-Brennstoffzellentraktor, vorgestellt. 1961 wurde eine Zelle mit einer flüssigen Lösung von Methanol als Brennstoff und einer Wasserstoffperoxidlösung als Oxidans beschrieben, die eine Leistung von 600 Watt liefern konnte. Eine weitere damals entwickelte Zelle für Flüssigbrennstoffe konnte mit Ethylenglycol betrieben werden, das für die technische Anwendung damals jedoch zu teuer war.
1966 präsentierte General Motors das erste Brennstoffzellenauto, den Electrovan, der aber Demonstrationsobjekt blieb.
Während der Ölpreiskrise von 1973 war die Nachfrage nach alternativen Kraftstoffen sehr groß. Auch die immer schärfer werdenden Emissionsgesetze, vor allem in Kalifornien, sorgten dafür, dass der Elektroantrieb als Alternative immer mehr an Popularität gewann. Diese hatten zwar einige Vorteile gegenüber den fossilen Brennstoffen, hauptsächlich durch die effiziente, leise und abgasfreie Arbeit, waren aber was Gewicht, Preis, Ladezeit und Reichweite anging, noch im Nachteil. Diesen zu Trotz brachten einige Automobilhersteller damals batteriebetriebene Autos auf den Markt.
Anfang der neunziger Jahre kam dann die Brennstoffzelle als Alternative in Erwägung, obwohl diese zu der Zeit hauptsächlich in der Raumfahrt als effizient arbeitende Energiequelle zum Einsatz kam und noch nicht für den Betrieb eines herkömmlichen Autos geeignet war. Forscher von Daimler taten sich jedoch mit Ballard Power Systems zusammen und entwickelten ein fahrzeugtaugliches Brennstoffzellen-System. Das Ergebnis der Zusammenarbeit wurde 1994 präsentiert.
Insgesamt war man sich der Vorteile der Vermeidung schädlicher Abgase und Geräuschpegel bereits bewusst, die hohen Kosten für die Bereitstellung von Wasserstoff und der Mangel praktikabler Alternativen verhinderten jedoch eine forcierte Entwicklung zur kommerziellen Nutzung. Zudem waren die benötigten Batteriemassen noch unrealistisch groß: Mit dem System Bacon hätte ein denkbarer Brennstoffzellen-Stadtbus eine Batterie von etwa 14 Tonnen Gewicht benötigt, auch die Lebensdauer damaliger Anlagen war noch sehr begrenzt. Im Jahr 1962 wurde der Justi-Motor als am aussichtsreichsten für die Anwendung in Straßenfahrzeugen eingeschätzt, dessen Batteriemasse für einen Stadtbus immerhin nur noch 5 Tonnen betragen hätte. Als ein weiteres perspektivreiches Prinzip für Straßenfahrzeuge wurde die Niedrach-Brennstoffzelle genannt, die später nicht nur in der Raumfahrt, sondern auch bei heutigen Straßenfahrzeugen Anwendung finden sollte. Weitere Brennstoffzellen-Systeme wurden zu dieser Zeit unter anderem von Kordesch entwickelt.

### Anwendung in der Raumfahrt
Für das US-amerikanische Weltraumfahrtprogramm wurden mehrere Generationen Brennstoffzellen entwickelt und eingesetzt: im Gemini-Programm ein 1,0-kW-System und im Mondfahrtprojekt (Apollo-Programm) ein 1,5-kW-System. Ein wichtiger Vorteil der Wasserstoff-Sauerstoff-Brennstoffzelle war dabei, dass die Zelle auch Trinkwasser für die Besatzungen lieferte. Das angewendete System der bemannten Gemini-Erdumrundungen basierte auf dem Prinzip der Polymerelektrolytbrennstoffzelle, das unter Mitwirkung von Leonard Niedrach von General Electric entwickelt wurde. Die Polymerelektrolyte bestanden aus festen Ionenaustauscherharzen aus sulfonierten Polystyrol. Die Anlagen des Apollo-Mondfahrtprogramms lieferte Pratt und Whitney. Das Gesamtsystem wog 810 kg und enthielt 31 in Reihe geschaltete Einzelzellen, die bis zu 500 kWh lieferten. Es waren alkalische Zellen, die 75%ige Kalilauge enthielten und die bei über 200 °C betrieben wurden. Das Space Shuttle enthielt drei Einheiten, von denen jede knapp über hundert Kilo wiegt. Zusammen leisten sie durchschnittlich 7 kW und maximal 12 kW. Die praktische Anwendung der Brennstoffzelle in der Raumfahrt war aufgrund der Bereitstellung außergewöhnlich hoher Fördermittel möglich, jedoch noch weit von Wirtschaftlichkeit entfernt und deshalb zunächst nicht allgemein übertragbar.

### Auf dem Weg zum praktikablen Brennstoffzellen-Straßenfahrzeug
Das 1979 gegründete kanadische Unternehmen Ballard Power Systems forschte seit 1983 an Brennstoffzellen, zunächst unterstützt vom kanadischen Verteidigungsministerium. Bis 1986 wurde ein leistungsstarker Zellstapel mit zwölf Zellen gebaut. 1993 wurde ein erster Demonstrations-Brennstoffzellenbus fertiggestellt. Ebenfalls 1993 unterzeichneten Daimler-Benz und Ballard einen Vertrag zur Entwicklung von Straßenfahrzeugen. Daraufhin stellte Daimler 1994 den NECAR 1 vor (New Electric Car), der auf dem Transporter Mercedes-Benz MB 100 basierte.

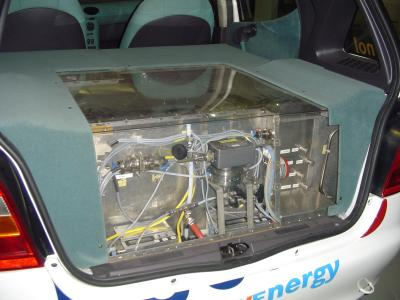
Methanolreformer im Mercedes-Benz NECAR 3

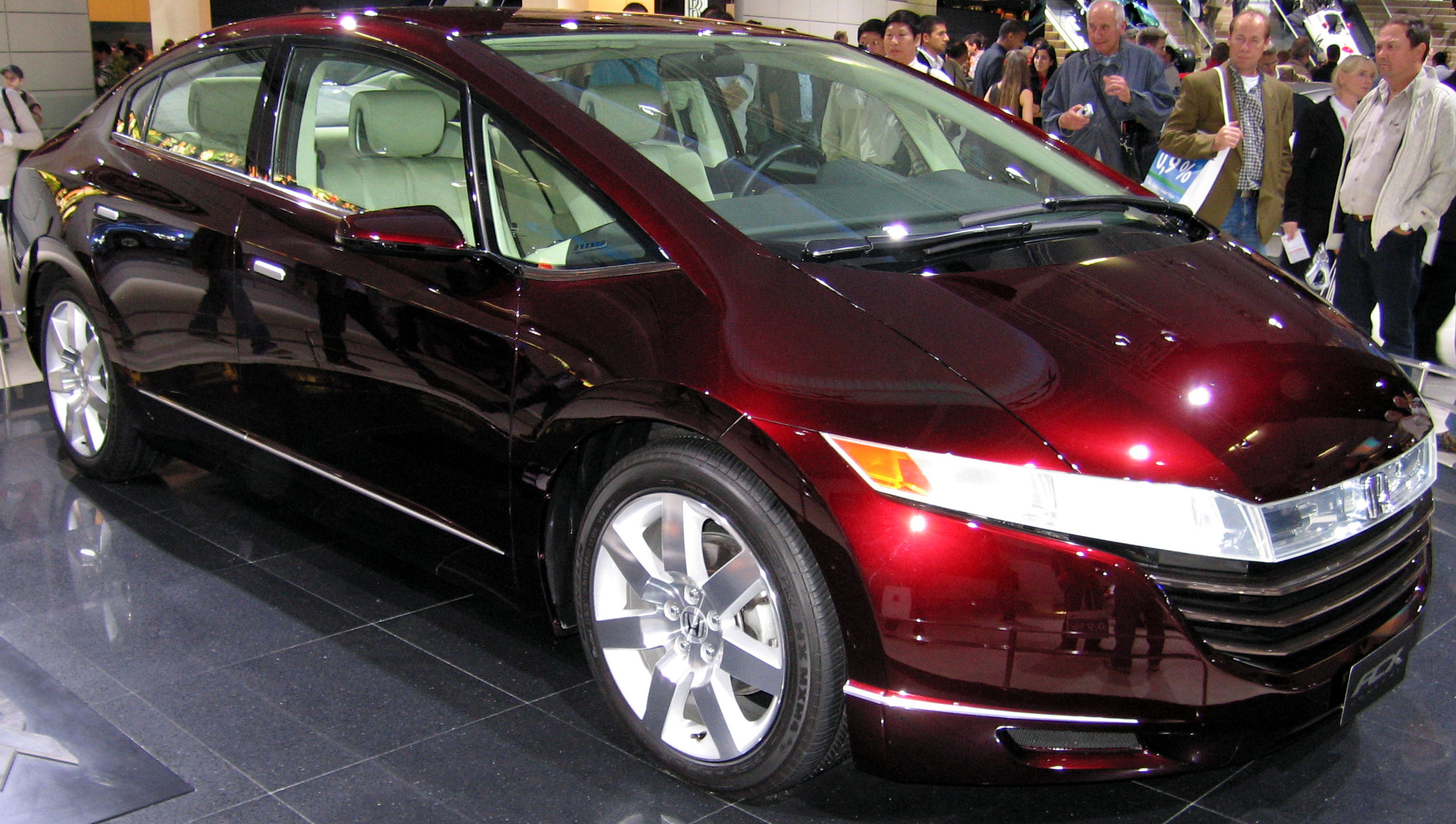
Ein Brennstoffzellenfahrzeug von Honda aus dem Jahr 2006

1996 folgte der NECAR 2, ebenfalls ein Transporter, diesmal ein umgerüsteter Mercedes-Benz W 638. Dieser bot Platz für sechs Passagiere und hatte eine Reichweite von 250 km. 1997 kauften Daimler-Benz 25 % der Anteile an Ballard Power Systems, Ford weitere 15 %. Außerdem wurde 1997 der NECAR 3 vorgestellt, eine modifizierte Mercedes-Benz A-Klasse mit einer Höchstgeschwindigkeit von 120 km/h. Die Brennstoffzellen wurden wie die vorhergehenden mit Wasserstoff betrieben, der aber während der Fahrt in einem Methanol-Reformer erzeugt wurde. Der NECAR 4 von 1999, der mit flüssigem Wasserstoff betankt wurde, hatte schon eine Reichweite von 450 Kilometern.

## 21. Jahrhundert: Kommerzialisierungsversuche und -erfolge
In den Jahren von 2000 bis 2010 wurden viele Prototypen kleiner Brennstoffzellen für Anwendungen in der Mobilelektronik demonstriert. Zu den Firmen, die Geräte mit Direktmethanolbrennstoffzellen ankündigten, gehörten auch Sony, Toshiba, NEC, Fujitsu und Motorola. Andere, z. B. Casio, kombinierten einen kleinen Methanolreformer mit einer Wasserstoff-Brennstoffzellen (PEM). Kaum eines dieser Geräte wurden dann tatsächlich vermarktet. Ein Grund dafür dürfte der sinkende Preis und die zunehmende Leistungsfähigkeit von Lithiumionenbatterien sein.
Die im Jahr 2000 gegründete Firma SFC Energy verkauft verschiedene Direktmethanolbrennstoffzellen – sowohl Geräte für Spezial- und Industrieanwendungen als auch solche für Endkunden, z. B. für Reisemobile. Nach eigenen Angaben hat sie bis Januar 2019 über 41.000 Brennstoffzellen verkauft.
Die von den Howaldtswerke-Deutsche Werft Kiel (HDW) entwickelten und seit 2003 gebauten Unterseeboote der Klasse 212 und Klasse 214 werden durch außenluftunabhängige Brennstoffzellensysteme angetrieben.
Für die Versorgung von Haushalten mit Strom und Wärme werden zunehmend Kraft-Wärme-Kopplungs-Brennstoffzellenanlagen angeboten, die mit Wasserstoff, Erdgas oder Methan betrieben werden können.
Mehrere Autohersteller produzierten Brennstoffzellenfahrzeuge in Kleinserien: Hyundai stellt seit 2013 den Hyundai ix35 FCEV her. Seit 2014 verkauft Toyota den Mirai und schon seit 2008 liefert Honda den Honda FCX Clarity. Die verbesserte Version des Clarity, die ab Ende 2016 auch in Europa verkauft werden soll, hat nach den Angaben der US-Umweltschutzbehörde EPA (United States Environmental Protection Agency) mit 589 km die höchste Reichweite der rein elektrisch angetriebenen Fahrzeuge.